# قلات خوار (علي أباد ملك)
قلات خوار (بالفارسية: قلات خوار) هي قرية تقع في إيران في قسم علي أباد ملك الريفي. يقدر عدد سكانها بـ 443 نسمة بحسب إحصاء 2016.